# Експерт року

«Експе́рт ро́ку» — Всеукраїнська громадська премія, що функціонувала в 2006 та 2007 роках та присуджувалася за видатний внесок у розвиток науки та культури України. Заснована Всеукраїнською експертною мережею.
Премії «Експерт року-2006» були вручені на підсуковій Конференції ВЕМ у квітні 2007 року Президентом ВЕМ В. С. Брюховецьким.

## Лауреати премії «Експерт року-2006»
Лауреатами премії «Експерт року-2006» стали:
- У галузі політики та суспільних відносин — Л. Р. Сосницький, політолог, заступник головного редактора газети «Запорізька січ» (м. Запоріжжя)

- У галузі економіки — В. І. Лисицький, кандидат економічних наук, радник голови правління ПриватБанку, віце-президент Асоціації суднобудівників України «Укрсудпром», урядовий секретар КМУ (1999–2001 рр.) (м. Київ)

- У галузі культури — В. С. Білецький, доктор технічних наук, професор Донецького національного технічного університету, шеф-редактор аналітично-інформаційного журналу «Схід» (м. Донецьк)

- У галузі охорони здоров'я — О. В. Шуляк, доктор медичних наук, професор кафедри урології Львівського медичного університету ім. Данила Галицького, учасник Всеукраїнського проекту по захисту прав лікарів та Вільних профспілок Львову (м. Львів)

- У галузі освіти — С. Ф. Клепко, кандидат філософських наук, доцент, проректор з наукової роботи, завідувач кафедри філософії і економіки освіти Полтавського обласного інституту післядипломної педагогічної освіти ім. М. В. Остроградського (м. Полтава)

## Лауреати премії «Експерт року-2007»
Переможцями конкурсу за 2007 рік стали:
У номінації «Політика та суспільних відносини»:
І місце — Анатолій Гриценко, екс-міністр оборони, народний депутат України (м. Київ) — 151 бал
ІІ місце — Олексій Гарань, професор кафедри політології Національного університету «Києво-Могилянська академія», науковий директор Школи політичної аналітики НаУКМА (м. Київ) — 135 балів
ІІІ місце — Михайло Гончар, керівник енергетичних програм Центру «НОМОС» (м. Київ) — 100 балів.

У номінації «Економіка та технічні науки»:
І місце — Володимир Білецький, професор Донецького національного технічного університету, шеф-редактор фахового в галузі економіки, історії та філософії журналу «Схід» (м. Донецьк) — 152 бали
ІІ місце — Олег Яременко, професор Харківського гуманітарного університету «Народна українська академія», заступник керівника Експертно-аналітичного центру з питань грошово-кредитної політики Ради НБУ (м. Харків) — 135 балів
ІІІ місце — Олег Морква, генеральний директор Компанії по управлінню активами «Інеко-Інвест» (м. Київ) — 132 бали.

У номінації «Освіта»:
І місце — Володимир Бєлий, заступник директора фізико-технічного ліцею (м. Херсон) — 154 бали
ІІ місце — Володимир Білецький, професор Донецького національного технічного університету, шеф-редактор фахового в галузі економіки, історії та філософії журналу «Схід» (м. Донецьк) — 131 бал
ІІІ місце — Дмитро Дзвінчук, декан факультету управління та інформаційної діяльності, завідувач кафедри державного управління Івано-Франківського національного технічного університету нафти і газу (м. Івано-Франківськ) — 130 балів.

У номінації «Охорона здоров'я»:
І місце — Олег Бобров, професор, завідувач кафедри Національної Медичної академії післядипломної освіти (м. Київ) — 128 балів
ІІ місце — Олександр Бабушкін, приватний лікар (м. Чернігів) — 127 балів
ІІІ місце — Костянтин Воробйов, лікар-анестезіолог Луганської обласної клінічної лікарні (м. Луганськ) — 120 балів.

У номінації «Культура»:
І місце — Віталій Абліцов, головний редактор журналу «Державна справа» (м. Київ) — 144 бали
ІІ місце — Іван Марчук, народний художник України (м. Київ) — 136 балів
ІІІ місце — Ада Роговцева, народна артистка СРСР, герой України (м. Київ) — 128 балів.